# Parigi-Camembert 1974
La Parigi-Camembert 1974, trentacinquesima edizione della corsa e valida come evento del circuito UCI categoria CB1.1, si svolse il 16 aprile 1974. Fu vinta dal francese Alain Santy.

## Ordine d'arrivo (Top 10)
| Pos. | Corridore        | Squadra                       | Tempo |
| ---- | ---------------- | ----------------------------- | ----- |
| 1    | Alain Santy      | Gan-Mercier-Hutchinson        |       |
| 2    | Hennie Kuiper    | Rokado                        |       |
| 3    | Jacques Botherel | Sonolor-Gitane                |       |
| 4    | Joel Millard     | Merlin Plage-Shimano-Flandria |       |
| 5    | Alain Bernard    | Jobo-Lejeune                  |       |
| 6    | Mariano Martínez | Sonolor-Gitane                |       |
| 7    | Willy De Geest   | Rokado                        |       |
| 8    | Roland Berland   | Bic                           |       |
| 9    | Lucien Van Impe  | Sonolor-Gitane                |       |
| 10   | Gerard Moneyron  | Merlin Plage-Shimano-Flandria |       |